# Wurmtaler Kopf
Wurmtaler Kopf – szczyt w Alpach Ötztalskich, części Centralnych Alp Wschodnich. Leży w Austrii w kraju związkowym Tyrol. Od zachodu szczyt przykrywa lodowiec Rifflferner, a od wschodu Sexegertenferner. Na zboczach góry kursuje kolej linowa do wysokości 2200 m.
Szczyt można zdobyć drogami ze schroniska Taschachhaus. Pierwszego wejścia dokonali F. Hörtnagel i A. Posselt w 1902 r.